# Juan Carlos Cambón
Juan Carlos Cambón (Junín, Buenos Aires, Argentina; 24 de enero de 1912 - ibídem; 20 de junio de 1955) fue un pianista, actor y humorista argentino de cine, teatro y televisión.

## Carrera

### Como músico
Cambón inició su carrera como pianista de tangos. Dirigió El Cuarteto Típico Los Ases, junto con los músicos  Jorge Sara (Bandoneón), H R Dematei y O Raeli (Violines),  que fue halagado por su gran éxito en la década de 1940.
Compuso famosos tangos como:[cita requerida]
- Junto al piano
- El pangaré
- Tus ojos me embelesan
- Entrada prohibida
- Flor de fango
- Ivette
- Tu mirada es un pensamiento
- El chiflao
- Invernal (Vals)
- Siete palabras
- Julián
- Tinta china
- El talar
- De vuelta al bulín
- La sirena
- Martín

### Filmografía
En 1942, luego de descubrir la actuación, abandonó la música y se dedicó al cine, al teatro y a la televisión, donde su característica de extrema delgadez y su rostro desnutrido lo favorecieron enormemente en sus interpretaciones. Se lo reconoce por ser uno de los integrantes de los llamados Los Cinco Grandes del Buen Humor con quienes llegó a filmar 12 películas, junto con Jorge Luz, Zelmar Gueñol, Rafael Carret y Guillermo Rico. En su filmografía se destacan:

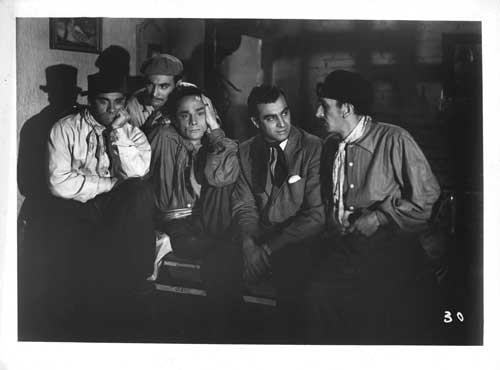
Junto a los otros integrantes de Los Cinco Grandes del Buen Humor en 1943.

- 1943: El fabricante de estrellas
- 1948: Imitaciones peligrosas
- 1950: Cinco grandes y una chica
- 1951: Fantasmas asustados
- 1951: Locuras, tiros y mambo
- 1952: La patrulla chiflada
- 1952: Vigilantes y ladrones
- 1953: Trompada 45
- 1954: Desalmados en pena

### Televisión
En televisión se destacó  Los cinco grandes del buen humor, creado por Tito Martínez del Box. Junto a ellos aparecían actores cómicos importantes como Carlos Castro "Castrito", Margarita Padín, Nelly Láinez, Blanquita Amaro, Tato Cifuentes y "Semillita".
Con esta compañía también se pudo lucir en numerosas obras revisteriles con las que recorrió América Latina y Europa, en países como Cuba y España.

### Radio
Ya en sus inicios había surgido el famoso grupo en el programa radial La Cruzada del Buen Humor, de la que también participaban Luis Sandrini, Tita Merello, Alberto Castillo y Niní Marshall.

## Fallecimiento
Juan Carlos Cambón murió de una larga enfermedad el 20 de junio de 1955, cuando tenía tan solo 44 años. Fue el primer integrante del grupo en fallecer y no llegó a trabajar en las siguientes películas, Veraneo en Mar del Plata en el que fue reemplazado por Ramón Garay, y  Los peores del barrio (1955). Sus restos descansan en el Panteón Argentino de Actores del Cementerio de la Chacarita.
El grupo inicial continuó sus actividades pero esta vez con el nombre de Los Grandes del Buen Humor, realizando unas cuantas películas más.